# 法人 (期刊)
《法人》杂志是《法治日报》的子刊，创刊于2004年1月，是中国大陆唯一的财经法律类新闻月刊。